# Hoagland (Indiana)
Hoagland es un lugar designado por el censo (en inglés, census-designated place, CDP) situado en el condado de Allen, Indiana, Estados Unidos. Según el censo de 2020, tiene una población de 824 habitantes.

## Geografía
La localidad está ubicada en las coordenadas 40°57′7″N 84°59′44″O / 40.95194, -84.99556. Según la Oficina del Censo, tiene una superficie de 8.80 km², correspondientes en su totalidad a tierra firme.

## Demografía
Según el censo de 2020, hay 824 personas residiendo en la localidad. La densidad de población es de 93.64 hab./km². El 94.54% de los habitantes son blancos, el 0.36% son afroamericanos, el 0.49% son amerindios, el 0.12% es asiático, el 0.36% son de otras razas y el 4.13% son de una mezcla de razas. Del total de la población, el 1.33% son hispanos o latinos de cualquier raza.